# 格哈德·黑尔
格哈德·黑尔（德語：Gerhard Heer，1955年12月19日—），生于陶伯比绍夫斯海姆，德国男子击剑运动员。他曾代表西德获得1984年夏季奥运会击剑比赛男子重剑团体金牌。